# Richard Cheese
Richard Cheese és un cantant, compositor i intèrpret nord-americà. El seu grup musical és “Richard Cheese and Lounge against the machine”, un joc de paraules que parodia el grup de rap metal Rage Against the Machine”.
El grup es va formar l'any 2000, i actualment els seus components són: Richard Cheese a la veu, Bobby Ricota al piano, Frank Feta a la bateria i la percussió i Chazz American al contrabaix.
Aquesta formació destaca per interpretar cançons del pop, rock, metal, rap i hip hop amb un estil lounge, cantades amb un fraseig swing i l'elegància del rock. Fruit d'això i de les lletres de les cançons que interpreten es produeix una dissonància humorística.
Des de l'any de la seva formació han publicat 12 àlbums, entre ells un recopilatori, i tenen previst llançar-ne dos més els pròxims dos anys. En aquests, han fet paròdies de formacions com KoRn, Slipknot, Metallica, Green Day i U2, entre molts altres.